# Kanton Migennes
Kanton Migennes (fr. Canton de Migennes) je francouzský kanton v departementu Yonne v regionu Burgundsko-Franche-Comté. Skládá se z deseti obcí. Před reformou kantonů 2014 ho tvořilo osm obcí.

## Obce kantonu
od roku 2015:
- Bassou
- Bonnard
- Brion
- Bussy-en-Othe
- Charmoy
- Cheny
- Chichery
- Épineau-les-Voves
- Laroche-Saint-Cydroine
- Migennes

před rokem 2015:
- Bassou
- Bonnard
- Brion
- Charmoy
- Chichery
- Épineau-les-Voves
- Laroche-Saint-Cydroine
- Migennes